# Li Ang
Li Ang (李昂) és el pseudònim de Shih Shu Tuan (施 淑 端) nascuda el 5 d'abril de 1952, a Lukang (Taiwan). Li Ang (李昂) és una escriptora feminista taiwanesa. Després de graduar-se en filosofia a la Universitat de Cultura Xinesa, va estudiar drama a la Universitat d'Oregon. Posteriorment, va tornar a ensenyar a la seva alma mater. L'obra més coneguda és The Butcher's Wife (殺夫: 1983, - Matar el marit: 2021. Ed. Males Herbes - traducció de Mireia Vargas). El feminisme i la sexualitat són temes presents en bona part de la seva obra. Moltes de les seves històries estan ambientades a Lukang.
Matar el marit (殺夫) és una crítica al patriarcat tradicional xinès. L'heroïna, òrfena de pare, és venuda per l'oncle (germà del pare) a un carnisser molt més gran que ella. La domina sexualment i es complau d'espantar-la de formes diverses, inclosa la visita a l'escorxador, cosa que provoca que la noia assassini el carnisser. Hi ha una traducció al català de Mireia Vargas Urpí